# 天洋 (測量船・2代)
天洋（JCG Tenyō、HL-04）は、海上保安庁の測量船。公称船型は中型測量船。

## 来歴
海上保安庁の中型測量船（HM）は、主として沿岸域において水深・海底地形・潮流の調査業務に従事してきた。しかし海洋レジャーや栽培漁業など沿岸地域の利用が進むにつれて、総合的な沿岸調査の必要性が高まった。このことから、中型測量船「平洋」（52総トン）および初代「天洋」（121総トン）の代船として昭和60年度計画に盛り込まれた測量船では、一気に400総トン以上まで大型化することになった。これによって建造されたのが本船である。なお、海上保安庁では500総トン以上の測量船を「大型」としていることから、本船も大型測量船に充てられるHLとして種別されているが、公称船型は「中型測量船」とされており、港湾および沿岸海域の調査を主たる業務としている。

## 設計
設計にあたっては、昭和57年度計画で建造されていた灯台見回り船「ずいうん」をタイプシップとした。しかし耐航性確保のため大幅に船体を大型化するとともに、船型も船首楼型とされている。また測量時には船体動揺を極力抑えることが望ましいが、性格上から漂泊ないし低速航行時が多いことから、減揺タンクが採用された。
主機関としては、立型4サイクル加給ディーゼルエンジン（650馬力 / 420 rpm）が採用された。また推進器は3翼式の可変ピッチ・プロペラとされた。電源はディーゼル発電機3基（100 kVA×225 V×60 Hz）を搭載し、適宜並列運転をすることで所要の電力を供給している。

## 装備

### 測位・地形調査
測位用として、米マグナボックス社製の複合側位装置（シリーズ5000サーベイシステム）、精密電波測位機（542型トランスポンダ）を搭載した。これはロランC、デッカ航法、GPSによって船位を求めるとともに、マルチビーム測深儀など他の観測機器とも連接されており、時刻・船位・針路・船速や予定コースからの偏位量、水深などの周辺情報を一元的に管理し、ディスプレイ表示や磁気テープ記録、プリンタやプロッタ、ビデオターミナル等に出力する機能を備えており、測量船運航の中枢機構となっている。
「拓洋」と同様にマルチビーム測深儀を備えており、その機種はハイドロチャートIIとされた。これは「拓洋」で搭載されたシービームと同じく米ジェネラル・インストゥルメント社の製品であり、シービームよりも浅い海域で効率的に海底地形調査を行えるよう、1回の送信で得られる横方向の測深幅は水深の2.5倍と拡大されていた（シービームは0.8倍）。このため、送受波器は左右両舷に配置された。送波器は船首尾と直交方向に24個の素子が配置され、中心周波数36キロヘルツのファンビームを送信する。受波器は待受け受振方式を採用しており、左右それぞれ9本（うち1本は直下方向）の待受けビーム（preformed beam）を合成することができた。また2001年2月には、シービーム1180に換装された。
この他に、中深海音響測深機（アトラス・デソ20）、多素子音響測深機（千本電機製501型）も装備された。

### 地質・地層調査
地層探査機として、米EG&G社製のスパーカ式海底地層探査システムを搭載した。これは船尾より曳航した送信電極のスパークアレイによって海中で火花放電させ、その衝撃波が海底や海底下の地層境界にあたった反射波をとらえて、海底の地質構造資料を得るものである。
また底質調査用として、スミス・マッキンタイヤ型採泥器およびチェーンバッグ採泥器も備えている。

### 環境・海象調査
自記塩分温度深度記録装置（CTD）として米ニール・ブラウン社のMark-3B/IRを、投下式水深水温計（XBT）として鶴見精機のMK-9Sを、水質調査用のニスキン採水器（GO-FLO 1080型）を搭載した。
また流況調査用としては、超音波流速計（古野電機製CI-20HおよびCI-7000）、自記式流向流速計（アンデラ社製RCM-5）、自記験流器（協和商工製MTC-III）を搭載した。

### 搭載艇
本船では10メートル型測量艇1隻が搭載されている。これは母船と協同して浅海域や港湾での測量を行うことができ、測量艇で得られた測量データを速やかに母船に転送・処理するため、水深測量自動集録処理装置（レイカル社製システム9000）も搭載されている。